# Lucy Morton

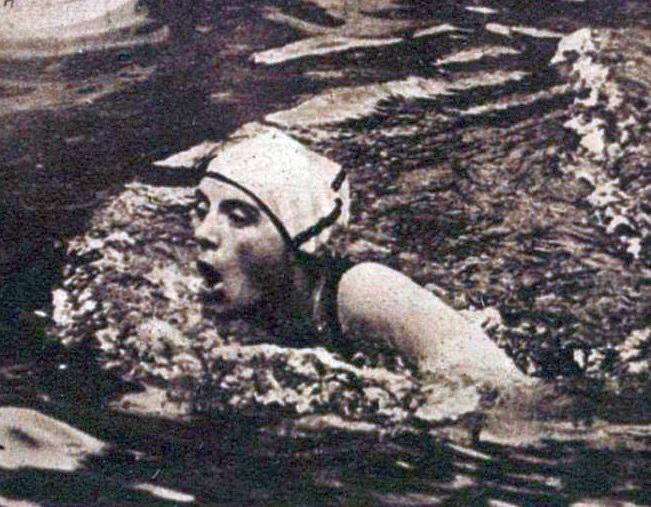
Lucy Morton

Lucille „Lucy“ Morton, nach Heirat Heaton (* 23. Februar 1898 in Blackpool; † 26. August 1980 ebenda) war eine britische Schwimmerin und die erste europäische Olympiasiegerin in einem Einzelwettbewerb.
Nachdem 1912 erstmals Schwimmwettbewerbe für Frauen bei Olympischen Spielen ausgetragen wurden, wurde für die Olympischen Spiele 1924 in Paris auch das Brustschwimmen über die 200-Meter-Strecke ins olympische Programm aufgenommen. Weltrekordlerin war die Britin Irene Gilbert mit 3:20,4 Minuten. Die Vorlaufschnellste Marie Baron aus den Niederlanden wurde wegen eines Fehlers bei der Wende disqualifiziert. Im Finale wurde Irene Gilbert nur Fünfte, während Lucy Morton in 3:33,2 Minuten vor der US-Amerikanerin Agnes Geraghty (3:34,0 Minuten) gewann.
Lucy Morton war bereits 1916 die ersten notierten Weltrekorde über 200 Yards Brustschwimmen (3:11,4 Minuten) und über 150 Yards Rückenschwimmen (2:17,0 Minuten) geschwommen. Aber da bis einschließlich 1920 für Damen nur Freistilwettbewerbe auf dem olympischen Programm standen, waren die Olympischen Spiele 1924 ihre erste Chance auf eine Medaille.
1927 heiratete sie Henry Heaton. Danach war sie viele Jahre lang als Schwimmtrainerin in Blackpool tätig. Im Jahr 1988 wurde sie in die Ruhmeshalle des internationalen Schwimmsports aufgenommen.